# Zubeneschamali
Zubeneschamali (Beta de la Balança / β Librae) és una estrella de magnitud aparent +2,61 i la més brillant de la constel·lació de la Balança.

## Nom
El nom de Zubeneschamali prové de la frase àrab الزبن الشمالية Al Zuban al Shamaliyyah, «la pinça nord», referint-se a la veïna constel·lació d'Escorpí.
Kiffa Borealis, un altre nom ocasional, prové tant de l'àrab com del llatí, significant «el plat nord de la balança»; Lanx Septentrionalis, una altra denominació d'aquest estel, té el mateix origen.
Es pensa que aquest estel marcava la 22 constel·lació eclíptica de Babilònia, Nura sha-Iltānu, «la llum del nord».
Al costat de Zubenelgenubi (α Librae) eren conegudes en l'antiga Pèrsia com Çrob, «la banyuda», mentre que en Sogdiana eren Ghanwand, «la que té arpa».

## Característiques físiques
A una distància de 160 anys llum del sistema solar, Zubeneschamali és un estel de la seqüència principal de tipus espectral B8V. Aquest tipus d'estels solen semblar de color blau clar, però Zubeneschamali ha estat descrita sovint com a verd, sent en aquest cas l'única d'aquest color visible a simple vista. Amb una lluminositat 130 vegades major que la del Sol, la seva temperatura superficial és de 12 000 K. Aquesta elevada temperatura produeix llum amb un espectre simple, fent que sigui ideal per a l'estudi del gas i pols interestel·lar entre nosaltres i l'estel.
Igual que altres estels similars, la velocitat de rotació de Zubeneschamali és molt alta —d'almenys 260 ± 26 km/s—, unes 130 vegades superior a la del Sol.
Té una massa de 3,85 masses solars, essent la seva edat estimada de 100 milions d'anys.
Astrònoms de l'antiguitat van testificar que Zubeneschamali era tan brillant o més que la propera Antares (α Scorpii). D'acord amb Eratosthenes (200 a. C.), Zubenschamali era més brillant que Antares; Ptolemeu, 350 anys després, va dir que era tan brillant com aquesta. La diferència de lluentor actual entre ambdues estels és notable, ja sigui perquè Antares ha augmentat la seva lluentor o perquè Zubeneschamali ha perdut intensitat.